# Wilhelm Burgdorf
Wilhelm Emanuel Burgdorf (15. února 1895, Fürstenwalde u Berlína – 1. května 1945, Berlín) byl generálem pěchoty německého Wehrmachtu.
Do Německé císařské armády vstoupil po vypuknutí první světové války v srpnu 1914, k 12. pluku granátníků. Od října 1915 byl pobočníkem u střeleckého praporu u svého 12. pluku granátníků. Koncem války byl již pobočníkem u pluku. Po válce zůstal v Reichswehru, kde do května 1919 sloužil stále u svého původního pluku, který se přejmenoval na 12. dobrovolnický pluk granátníků. Do roku 1933 vystřídal několik pěších, horských, ale i dělostřeleckých pluků a jiných míst většinou na nižších štábech. Od května 1933 sloužil na štábu 4. pěší divize, zde byl až do září 1934, kdy přešel jako instruktor na pěchotní školu v Drážďanech. Následující rok dělal instruktora také v Drážďanech na válečné škole. Od listopadu 1936 zastával funkci pobočníka na velitelství IX. armádního sboru, kde zůstal až do začátku války.
V květnu 1940, se stal velitelem 529. pěšího pluku, u které zůstal skoro celé dva roky. V dubnu 1942 přešel na necelý měsíc do zálohy OKH. V květnu téhož roku se stal šéfem armádní personální kanceláře při OKH. Od října 1944 také zastával funkci velitele pobočníků Wehrmachtu u Vůdce.
Pro zajímavost, on a generálmajor Ernst Maisel přijeli 14. října 1944 za polním maršálem Rommelem, aby jej seznámili s jeho situací. Protože se zjistilo, že byl maršál Rommel zapleten do nezdařeného červencového atentátu na Hitlera, nabídli mu Burgdorf a Maisel buď soudní proces a jistý trest smrti, nebo sebevraždu a pohřeb s vojenskými poctami.
Hitlerův obdivovatel Burgdorf zůstal v blízkosti Vůdce i v závěru války. Během dobývání Berlína sovětskou Rudou armádou přešel zbylý štáb OKH včetně Burgdorfa do Hitlerova bunkru v Berlíně. Po Hitlerově smrti, kdy se téměř všichni obyvatelé Hitlerova bunkru rozutekli, zůstal Burgdorf spolu s velitelem OKH Krebsem v bunkru, kde spáchali sebevraždu zastřelením.

## Povýšení a vyznamenání

### Data povýšení
- Fahnenjunker-Unteroffizier – 24. prosince 1914
- Fähnrich – 31. ledna 1915
- Offiziers-Stellvertreter – 2. dubna 1915
- Leutnant – 18. dubna 1915
- Oberleutnant – 1. června 1925
- Hauptmann – 1. února 1930
- Major – 1. listopadu 1935
- Oberstleutnant – 1. srpna 1938
- Oberst – 14. září 1940
- Generalmajor – 1. října 1942
- Generalleutnant – 8. října 1943
- General der Infanterie – 9. listopadu 1944

### Vyznamenání
- Rytířský kříž železného kříže (536. držitel) – 29. září, 1941
- Rytířský kříž domácího řádu Hohenzollernů s meči – 27. srpen 1917
- Pruský železný kříž I. třídy – 14. srpen 1916
- Pruský železný kříž II. třídy – 24. leden 1915
- Spona k pruskému železnému kříži II. třídy – 15. červen 1940
- Spona k pruskému železnému kříži I. třídy – 17. červen 1940
- Rytířský kříž královského württemberského Friedrichova řádu II. třídy s meči – 18. červenec 1918
- Rakousko-Uherský vojenský kříž za zásluhy III. třídy s válečnou ozdobou – 27. únor 1918
- Hamburský hanzovní kříž – 18. říjen 1918
- Odznak za zranění v černém (první světová válka)
- Medaile za východní frontu – 1942
- Slezská orlice
- Kříž cti – 20. prosince 1934
- |  |  Služební vyznamenání wehrmachtu od IV. do II. třídy – 2. říjen 1936

## Fotografie
- [nedostupný zdroj]